# Valnerina
La Valnerina   est une vallée italienne parcourue par le fleuve Nera qui prend sa source dans la région des monts Sibyllins dans les Marches, traverse une zone montagneuse de l'Ombrie sud-orientale et rejoint Terni avant de se jeter dans le Tibre près de Orte.

## Géographie
La vallée se caractérise par son caractère montagneux, étroite et tortueuse. Elle est divisée entre les trois provinces de Terni, Pérouse et Macerata.

## Communes principales
Parmi les principales agglomérations figurent Ferentillo, Visso et Scheggino. La vallée donne accès aux communes de Norcia, Cascia et Spoleto.
Les principales communes de la vallée sont Arrone, Cascia, Cerreto di Spoleto, Ferentillo, Montefranco, Monteleone di Spoleto, Norcia, Poggiodomo, Polino, Preci, Sant'Anatolia di Narco, Scheggino et Vallo di Nera.

## Histoire
Située le long d'une importante voie de communication, la vallée a été au centre du Ducat de Spolète à l'époque lombarde qui a vu la naissance de l'abbaye de San Pietro in Valle près de Ferentillo. Au XVIe siècle, une importante école de chirurgie se développa à Preci. Pendant la Seconde Guerre mondiale, la zone était le centre d'un maquis avec la présence dans la vallée de la Brigata Garibaldina Antonio Gramsci qui, en mars 1944, créa entre la Valnerina et les territoires de Cascia et Leonessa la première zone libre d'Italie.
Roberto Benigni a tourné dans divers établissements industriels de Papigno (it), sur fond de la vallée près de Terni, les scènes du camp de concentration du film La vie est belle et pour la réalisation de son film Pinocchio.

## Économie
La principale attraction touristique est constituée par la Cascata delle Marmore située à la fin de la vallée à environ 6 km de Terni, accessible par la Strada statale 79bis, après le pont architectural des Marmore. Les petits villages de la zone dont une grande partie sont en phase d'abandon présentent une architecture de type médiéval. L'économie est basée sur l'agriculture, l'élevage ovin, le fromage, l'élevage de la truite et la production charcutière. Sur le plan touristique, le fleuve Nera se prête à l'activité du kayak et les monts Sybellins à celle de la randonnée pédestre.

## Dans la culture populaire
La Valnerina apparaît brièvement dans le jeu vidéo Assassin's Creed: Brotherhood.